# 飛鳥井孝太郎
飛鳥井 孝太郎（あすかい こうたろう、慶応3年11月3日（1867年11月28日） - 昭和2年（1927年）7月29日）は、日本の実業家、技術者。同志社の教授を経て、ノリタケカンパニーリミテドや、鳴海製陶を創業した。

## 経歴
加賀国大聖寺藩（現石川県加賀市大聖寺町）出身。父は旧大聖寺藩士飛鳥井清。東京工業学校（現東京工業大学）陶器玻璃工科でゴットフリード・ワグネルに師事して青磁を研究し、1890年に卒業後、同志社波理須理化学校（のちの同志社大学理工学部）陶磁器科長・教授等を経て、1896年に森村組に入社し、名古屋支店で洋食器の研究開発に従事。1897年から農商務省海外貿易練習生としてヨーロッパに留学。1900年からヨーロッパ諸国を視察。帰国後、1904年に森村市左衛門、大倉孫兵衛らと日本陶器（のちのノリタケカンパニーリミテド）を設立し、技師長に就任。しかし、伊勢本一郎により江副孫右衛門が開発担当者に据えられ、対立の末1910年に解任された。後任の技師長には百木三郎が就任。森村からの激励を受け、貿易商の寺沢留四郎らと1911年に千種町に帝国製陶所を設立し、取締役技師長に就任。

## 飛鳥井黄
飛鳥井が岐阜県中津川市苗木地区産のフェルグソン石から開発した黄色顔料は飛鳥井黄（アスカイ黄）と呼ばれる。